# 鍍膜
鍍膜是一種將特定材料披覆於另一材料的方法，以達到特定的目的，屬於表面處理的一種。例如提高硬度、耐酸鹼、化學盾性、光穿透性等。鍍膜技術常運用於光電、半導體、水五金、光學、生醫等產業；常見應用為汽車鍍膜、居家鍍膜、精品鍍膜。

## 種類
- 濕式鍍膜: 電解電鍍、化學鍍(又稱:無電解電鍍)。
- 乾式鍍膜: 靜電塗裝。
- 真空鍍膜: 又稱蒸鍍,可以區分爲物理氣相沉積法(PVD)與化學氣相沉積法(CVD)。